# Abdón Reyes
Abdón Reyes Cardozo (Tarija, 7 de noviembre de 1981) es un exfutbolista y entrenador boliviano. Actualmente dirige a Universitario (UAJMS) de la Asociación Tarijeña de Fútbol. Como jugador se desempeñaba como Volante ofensivo aunque también podía jugar como Lateral. Desarrolló toda su carrera futbolística en Bolivia. Fue internacional con la Selección boliviana.
Consiguió 3 títulos en la primera división, el primero en 2007 con San José y posteriormente con Bolívar en 2009 y 2011.
Fue considerado como unos de los mejores laterales del fútbol boliviano entre 2009 y 2013.

## Trayectoria
Debutó profesionalmente en Universitario de Sucre, dónde salió campeón de la Copa Simón Bolívar el año 2005. A la siguiente temporada luego de sus buenas actuaciones es tentado por varios equipos de la liga pero al final es fichado por San José de Oruro, en dónde consigue ganar el campeonato clausura 2007.
El 2008 es fichado por el Bolívar dónde consigue 2 campeonatos el torneo apertura 2009 y el torneo adecuación 2011. También juega la Copa Sudamericana 2008, la Copa Libertadores 2010, Copa Libertadores 2011 y la Copa Libertadores 2012.
El 2012 luego de 5 años vuelve a San José a mediados de junio, con un juego más serio y también con más experiencia, se ganó rápidamente la confianza de Marcos Ferrufino quien ya lo había dirigido el 2007. 
Rápidamente fue elegido titular indiscutible por su juego directo y su capacidad para asistir a sus compañeros. Jugó la Copa Libertadores 2013. También jugó la Copa Sudamericana 2014.
El año 2015 marcó un soberbio gol de 40 metros en el empate 1-1 frente a Juan Aurich por la Copa Libertadores de América.
En la temporada 2016 luego de varios problemas con el entonces presidente Edwin Zeballos decide marcharse al Royal Obrero. Pero vuelve a mediados en junio de 2017 bajó la nueva dirigencia de San José, dónde tiene el visto bueno del entrenador Julio César Uribe.

## Estilo de juego
Juega como lateral pero también puede jugar como interior ofensivo, desequilibrante y experto en el mano a mano, fue descrito por Sergio Apaza como un 11 clásico. 
Por su estilo de juego rápido y desequilibrante recibió el apodo de Demonio.

## Selección nacional
Ha sido internacional con la Selección de fútbol de Bolivia en 10 ocasiones sin anotar goles. Jugó el partido frente a Argentina por las Eliminatorias para Sudáfrica 2010, en la histórica goleada de 6-1.

## Clubes

### Como jugador
| Club                 | País    | Año         |
| -------------------- | ------- | ----------- |
| Atlético Bermejo     | Bolivia | 2004        |
| Universitario (USFX) | Bolivia | 2005        |
| San José             | Bolivia | 2006 - 2007 |
| Bolívar              | Bolivia | 2008 - 2012 |
| San José             | Bolivia | 2012 - 2016 |
| Deportivo Kala       | Bolivia | 2016        |
| Royal Obrero         | Bolivia | 2016 - 2017 |
| San José             | Bolivia | 2017        |

### Como entrenador
| Club                    | País    | Año           |
| ----------------------- | ------- | ------------- |
| Nacional Senac          | Bolivia | 2021          |
| Unión Tarija            | Bolivia | 2022          |
| Universitario de Tarija | Bolivia | 2023-presente |

## Palmarés

### Como jugador
Títulos nacionales
| Título             | Club                 | Año             |
| ------------------ | -------------------- | --------------- |
| Copa Simón Bolívar | Universitario (USFX) | 2005            |
| Primera División   | San José             | Clausura 2007   |
| Primera División   | Bolívar              | Apertura 2009   |
| Primera División   | Bolívar              | Adecuación 2011 |

### Como entrenador
Títulos regionales
| Título                        | Club                 | Año  |
| ----------------------------- | -------------------- | ---- |
| Asociación Tarijeña de Fútbol | Universitario (UJMS) | 2023 |

## Vida personal
Abdon Reyes siempre estuvo vinculado al deporte, desde su niñez se dedicó al atletismo, al basquetbol, hasta participó en pruebas de triatlón en su natal Tarija. A sus 16 años se convirtió en futbolista. Primero jugó en clubes de la Asociación Tarijeña y luego pasó al profesionalismo con Universitario y 1 año después con San José en la liga profesional. Está casado y tiene 2 hijas.